# Живко Будимир
Живко Будимир (20 листопада 1962 , Вир ) — президент Федерації Боснії і Герцеговини (17 березня 2011 – 9 лютого 2015).

## Біографія
Народився в Югославії в хорватській сім'ї в західній Боснії, служив в Югославській народній армії, в 1979–1984 був членом Компартії. У роки громадянської війни воював у складі хорватської армії, потім брав участь у роботі Хорватської ради оборони.
З 1997 року живе в Мостарі. Пішов у відставку 2001 році в чині генерал-полковника. Після демобілізації почав спортивну кар'єру.
Політичну кар'єру почав в 2006 році в складі Хорватської партії права. У 2008 році обирався депутатом до міської ради Мостара.
У квітні 2013 потрапив під арешт за підозрою в торгівлі наркотиками, але вже в травні того ж року його відпустили з-під варти. Також йому інкримінували незаконне володіння зброєю.

## Джерело
- Живко Будимир ослободен од притвор[недоступне посилання з липня 2019]